# Жеребец (телесериал)
«Жеребец» (англ. Hung) — американская комедийная драма, премьера которой состоялась 28 июня 2009 года на канале HBO. Авторы сериала — Дмитрий Липкин и Колетт Бёрсон, а Томас Джейн сыграл главную роль Рэя Дрекера — школьного тренера местной баскетбольной команды, вынужденного заняться проституцией. Премьера второго сезона состоялась 27 июня 2010 — всего в сезоне вышло 10 эпизодов, последний из них был показан 12 сентября 2010. 2 сентября стало известно, что канал заказал третий сезон из 10 эпизодов, которые были показаны начиная со 2 октября 2011. 20 декабря 2011 было принято решение не продлевать шоу на четвёртый сезон.

## Сюжет
Рей Дрекер — житель пригорода Детройта, преподаватель истории и баскетбольный тренер, который испытывает серьёзные финансовые проблемы. Отец двоих подростков-близнецов, Дарби и Дэмиона, живущих со своей вышедшей замуж во второй раз матерью Джессикой. После пожара, в котором сгорел дом Рея, мужчина остаётся без средств к существованию, и тогда при помощи своей подруги Тани он решает заняться проституцией, так как он обладает огромным мужским достоинством. Повествование сконцентрирована на попытках Рея совместить свою обычную жизнь и освоить новую профессию. Вскоре Таня и Рей открывают своё дело под названием «Консультанты по счастью» (англ. Happiness Consultants).
Второй сезон рассказывает о сложных взаимоотношениях Рея и двух его сутенёрш — Тани и Ленор. Ленор — тренер для жизни, которого Таня привлекла к бизнесу на ранней стадии. Вскоре Ленор решает завладеть бизнесом и убрать из него Таню. С этого момента между женщинами начинается жёсткая борьба за Рея и потенциальных клиентов. Джессика испытывает кризис в отношениях с Роном, который потерял много денег на бирже, а также хочет завести ребёнка. После того, как Дэймон съедает пирожные с дурью в поэтическом клубе, Рей вынужден отправить на свидание со своей клиенткой Фрэнсис Майка — своего друга и помощника тренера. Между ними начинается роман, вот только Майк не знает, что Таня представляет его перед Фрэнсис в качестве проститутки.
В третьем сезоне Таня и Рей вынуждены бороться за клиентов с Ленор и её молодым жиголо Джейсоном.

## Производство
18 декабря 2008 года HBO объявила, что собирает черную комедию Жеребец, и Джейн была заключена контракт на звание в шоу. Он играет характер Рэя Дрекера, который решает продать большой размер своего пениса как путь к успеху.   Томас Джейн о шумихе о своем статусе нового сексуального символа в журнале «Мужское здоровье»: «У меня длина эрекции 17 сантиметров. Это немного больше, чем в среднем..".  .  В интервью он объяснил, что Рэй и его собственный размер пениса (Томас Джейн в Жеребец) являются идеальной и образцовой моделью для мужчин-зрителей: «У меня было больше парней, которые смотрели на мою промежность, чем девочки. [...] Кроме того, если вы действительно хочу увидеть мой пенис, я покажу его вам. На самом деле у меня на вечеринке кто-то сказал: «Эй, давайте посмотрим ваш пенис», и я вытащил его ». . Сериал был обновлен на второй сезон, который выходил летом 2010 года. [19] Шоу было возобновлено в последний сезон, который выходил осенью 2011 года. 
Пилотный эпизод снял Александер Пэйн. Вместе с Липкиным, Бёрсоном и компанией Blueprint Entertainment он выступил в роли исполнительного продюсера шоу. Это стал первый крупный проект Липкина и Бёрсон, когда президент канала Сью Найджел купила шоу в апреле 2008 года. В конце концов сценаристы написали для шоу ещё 5 эпизодов из 10 выпущенных в первом сезоне. 18 декабря 2008 года официально подтвердили, что канал купил сериал. Первый сезон транслировался с 28 июня по 13 сентября 2009. 30 июля 2009 стало известно, что канал продлил шоу на второй сезон, выходивший в эфир с 27 июня 2010.
Основная часть съёмок проходила в пригородах Детройта: Ройал-Оук, Троя, Уоллд-Лейк и Уэст-Блумфилд в Мичигане. Главная тема сериала — песня «I’ll Be Your Man» в исполнении группы The Black Keys с их дебютного альбома 2002 года под названием «The Big Come Up». Также композиция вошла в официальный саундтрек сериала «Спаси меня», выпущенного в 2006 году.
Сериал официально закрыт после выпуска трёх сезонов, состоявших из 30 эпизодов.

## Актёры и персонажи
- Томас Джейн в роли Рея Дрекера (англ. Ray Drecker) — бывший спортсмен, преподаёт историю в школе и тренирует баскетбольную команду. Решает заняться проституцией, чтобы прокормить себя и своих детей после того, как сгорел дом его родителей.
- Джейн Адамс в роли Тани Скейгл (англ. Tanya Skagle) — бывшая любовница Рея, поэтесса, с которой мужчина начинает собственный бизнес.
- Энн Хеч в роли Джессики Хаксон (англ. Jessica Haxon) — бывшая жена Рея, которая пытается наладить отношения со своими детьми. Замужем за Ронни. Случайно знакомится с Ленор, которая вскоре узнаёт, что Рей и Джессика были женаты.
- Чарли Сакстон в роли Деймона Дрекера (англ. Damon Drecker) — сын Рея и Джессики. Он юный гот, неопределившийся со своей сексуальной ориентацией. Как и сестре, ему проще общаться со своим отцом, чем с матерью.
- Сианоа Смит-МакФи в роли Дарби Дрекер (англ. Darby Drecker) — дочь Рея и Джессики, близнец Деймона. Близка с братом, испытывает проблемы в отношениях со своим парнем Хаммером.
- Эдди Джемисон в роли Ронни Хаксона (англ. Ronnie Haxon) — второй муж Джессики, много времени уделяет работе. Хочет завести ребёнка, что не нравится Джессике.
- Ребекка Крескофф в роли Ленор Бернард (англ. Lenore Bernard) — хитрая и уверенная в себе тренер для жизни, которого нанимают Рей и Таня, чтобы привлечь клиентов. Таня и Ленор ведут борьбу за Рея, в итоге приведшую к конкуренции в сфере сексуальных услуг.
- Грегг Генри в роли Майка Ханта (англ. Mike Hun) — лучший друг Рея и ассистент тренера, переживает кризис среднего возраста.
- Ленни Джеймс в роли Чарли (англ. Charlie) — сутенёр-наставник Тани, с которым женщина познакомилась на улице.
- Стивен Амелл в роли Джейсона (англ. Jason) — молодой жиголо, который начинает работать на Ленор — главный конкурент Рея.

### Сезон 1
- Натали Зиа — Джемма, клиентка Рэя
- Джошуа Леонарод — Пирс
- Стив Хитер — Флойд Гербер
- Аланна Юбак — Йель Кунтц, соседка Рэя
- Лорен Лестер — Говард Кунтц, сосед Рэя
- Мэрилуиз Бёрк — Лотти, мать Джессики
- Джина Хетч — Директор школы Ронда Барр

### Сезон 2
- Кэтрин Хан — Клэр, клиентка Рэя
- Аланна Юбак — Йель Кунтц
- Лорен Лестер — Говард Кунтц
- Мэрилуиз Бёрк — Лотти
- Роксанн Харт — Фрэнсис

### Сезон 3
- Анали Типтон — Сэнди, невеста Джейсона
- Ана Ортис — Лидия, клиентка Рэя
- Кэйтлин Даблдэй — Логан Льюис
- Аланна Юбак — Йель Кунтц
- Мэтт Уолш — Мэтт Салин
- Эми Фэррингтон — Минди Салин, жена Мэтта
- Роксанн Харт — Фрэнсис

## Релиз

### Награды
Сериал несколько раз номинировался на престижные награды. Особого упоминания стоят актёры Томас Джейн и Джейн Адамс, исполнившие главные роли в шоу.
Casting Society Of America:
- 2010: Выдающиеся достижения в кастинге: Телевизионный комедийный пилот — Лиза Бич и Сара Катцман (номинация)[7]

Emmy Awards:
- 2010: Выдающиеся достижения в операторской работе: Пилотный эпизод получасового шоу — Ута Бришевиц (номинация)[7]

Golden Globes Awards:
- 2012: Лучший актёр в мюзикле/комедии — Томас Джейн (номинация)[7]
- 2011: Лучший актёр в мюзикле/комедии — Томас Джейн (номинация)[7]
- 2010: Лучший актёр в мюзикле/комедии — Томас Джейн (номинация)[7]
- 2010: Лучшая актриса второго плана в сериале, мини-сериале или телевизионном фильме — Джейн Адамс (номинация)[7]

Satellite Awards:
- 2010: Лучший актёр в мюзикле/комедии/сериале — Томас Джейн (номинация)[7]
- 2010: Лучший актёр в мюзикле/комедии/сериале — Томас Джейн (номинация)[7]

Writers Guild Of America:
- 2010: Лучший сценарий нового шоу — Колетт Бёрсон, Элли Герман, Эмили Капнек, Бретт С. Леонард, Дмитрий Липкин и Анджела Робинсон (номинация)[7]

### Выход на DVD
| Сезон | Регион 1         | Регион 2         | Регион 4       | Кол-во эпизодов | Кол-во дисков | Дополнительные материалы |
| ----- | ---------------- | ---------------- | -------------- | --------------- | ------------- | --- |
| 1     | 22 июня 2010     | 13 сентября 2010 | 4 августа 2010 | 10              | 2             | • Audio Commentary On Episodes 1 & 4 With The Creators & Executive Producers, Colette Burson & Dmitry Lipkin • About Hung • Women Hung • Personals Ray & Tanya • Audio Commentary On Episode 8 With The creators & Executive Producers, Colette Burson & Dmitry Lipkin & Writer Brett C. Leonard. |
| 2     | 27 сентября 2011 | 17 октября 2011  | TBA            | 10              | 2             | • Hung: Inside The Series, The Makingf Of Season 2 • Deleted Scenes • 5 Audio Commentaries With Colette Burson, Dmitry Lipkin, Angela Robinson, Brett C. Leonard, Julia Brownell & Kyle Peck |
| 3     | 4 сентября 2012  | 22 октября 2012  | TBA            | 10              | 2             | • Hung: Inside The Series, The Making Of Season 3 • Pimpin’ Ain’t Easy • Wellness Center Walkthrough • Damon & Darby’s Music Video «Where Is Henry Ford?» • Alternate Ending • Deleted Scenes • 4 Aaudio Commentaries                                                                             |

### Показ в России
Официально ни один канал не закупал шоу для показа по Российскому телевидению. Однако существует несколько вариантов озвучиваний сериала — от ProjektorShow, Jimmy J и LostFilm. У сериала нет чёткого названия — существуют такие переводы, как «Мужчина с достоинством», «Шланг», «Достоинство» и «Жеребец».

### Трансляции в других странах
| Страна                                                                                                  | Телеканал                             |
| --- | ------------------------------------- |
| Боливия Мексика Аргентина Колумбия · Венесуэла Чили Бразилия Гватемала                                  | HBO Latin America                     |
| Бруней Камбоджа Гонконг Индонезия · Лаос Малайзия Филиппины Сингапур · Республика Корея Таиланд Вьетнам | HBO Asia                              |
| Австралия                                                                                               | showcase, Foxtel и Seven Network      |
| Австрия                                                                                                 | Comedy Central, FOX                   |
| Бельгия                                                                                                 | Prime, BeTV и RTBF                    |
| Босния и Герцеговина                                                                                    | HBO                                   |
| Болгария                                                                                                | HBO                                   |
| Канада                                                                                                  | HBO Canada и ARTV                     |
| Хорватия                                                                                                | HBO                                   |
| Чехия                                                                                                   | HBO и ČT1                             |
| Египет ОАЭ Саудовская Аравия Катар Кувейт · Бахрейн Оман Йемен                                          | OSN Comedy                            |
| Эстония                                                                                                 | ETV                                   |
| Франция                                                                                                 | Orange Cinémax и Série Club           |
| Финляндия                                                                                               | YLE TV2                               |
| Германия                                                                                                | Comedy Central и FOX                  |
| Венгрия                                                                                                 | HBO                                   |
| Исландия                                                                                                | Stöð 2                                |
| Индия                                                                                                   | HBO                                   |
| Ирландия                                                                                                | 3e                                    |
| Израиль                                                                                                 | yes Drama HD, HOT V.O.D и yes Oh HD   |
| Италия                                                                                                  | SKY Uno                               |
| Северная Македония                                                                                      | HBO Macedonia                         |
| Молдова                                                                                                 | HBO                                   |
| Черногория                                                                                              | HBO                                   |
| Нидерланды                                                                                              | Comedy Central                        |
| Новая Зеландия                                                                                          | TV One                                |
| Дания Финляндия Норвегия Швеция                                                                         | Canal+                                |
| Норвегия                                                                                                | NRK1                                  |
| Пакистан                                                                                                | HBO                                   |
| Филиппины                                                                                               | HBO                                   |
| Польша                                                                                                  | HBO                                   |
| Португалия                                                                                              | Fox Next и FX                         |
| Румыния                                                                                                 | HBO                                   |
| Сербия                                                                                                  | HBO                                   |
| Словения                                                                                                | HBO                                   |
| ЮАР | MNET                                  |
| Испания                                                                                                 | Canal+ Spain                          |
| Швейцария                                                                                               | SVT                                   |
| Швеция                                                                                                  | TSR1, SF2 и Comedy Central            |
| Турция                                                                                                  | e2 и CNBC-e                           |
| Великобритания                                                                                          | More 4, Channel 4 и Sky Atlantic (HD) |